# Psectrocladius hirtimanus
Psectrocladius hirtimanus är en tvåvingeart som beskrevs av Jean-Jacques Kieffer 1918. Psectrocladius hirtimanus ingår i släktet Psectrocladius och familjen fjädermyggor.
Artens utbredningsområde är Polen. Inga underarter finns listade i Catalogue of Life.